# بني بوزرة
بني بوزرة هي قرية وجماعة قروية أمازيغية جبلية مغربية شمال المملكة. تنتمي بني بوزرة لإقليم شفشاون. تضم هذه الجماعة القروية 15.254 نسمة والمركز يضم 5.043 نسمة فقط (إحصاء 2004).